# Yorck Boyen Insterburg
MSV Yorck Boyen Insterburg (celým názvem: Militärsportverein Yorck Boyen Insterburg) byl německý vojenský sportovní klub, který sídlil ve východopruském městě Insterburg (dnešní Čerňachovsk v Kaliningradské oblasti). Klub patřil pod pozemní jednotky Wehrmacht. Klubové barvy byly černá a červená.
Založen byl v roce 1921 pod názvem SV Yorck Insterburg. V roce 1934 byl po fúzi s vojenským klubem Militär SV von Boyen 1923 Tilsit změněn název na MSV Yorck Boyen Insterburg. Klub dvakrát opanoval Gauligu Ostpreußen. Zaniká v roce 1945 po sovětsko-polské anexi Pruska.
Své domácí zápasy odehrával na stadionu Kasernenhof.

## Historické názvy
- 1921 – SV Yorck Insterburg (Sportvereinigung Yorck Insterburg)
- 1934 – MSV Yorck Boyen Insterburg (Militärsportverein Yorck Boyen Insterburg)

## Získané trofeje
- Gauliga Ostpreußen ( 2× )
  - 1934/35, 1937/38

## Umístění v jednotlivých sezonách
Stručný přehled
Zdroj: 
- 1933–1935: Gauliga Ostpreußen – sk. A
- 1935–1938: Gauliga Ostpreußen – sk. Gumbinnen
- 1938–1939: Gauliga Ostpreußen
- 1939–1940: Bezirksliga Ostpreußen

Jednotlivé ročníky
Zdroj: 
Legenda: Z - zápasy, V - výhry, R - remízy, P - porážky, VG - vstřelené góly, OG - obdržené góly, +/- - rozdíl skóre, B - body, červené podbarvení - sestup, zelené podbarvení - postup, fialové podbarvení - reorganizace, změna skupiny či soutěže
| Velkoněmecká říše (1933 – 1940) |                                    |        |     |     |     |     |     |     |     |     |        |
| Sezóny                          | Liga                               | Úroveň | Z   | V   | R   | P   | VG  | OG  | +/- | B   | Pozice |
| 1933/34                         | Gauliga Ostpreußen – sk. B         | 1      | 12  | 7   | 2   | 3   | 39  | 21  | +18 | 16  | 2.     |
| 1934/35                         | Gauliga Ostpreußen – sk. B         | 1      | 12  | 9   | 3   | 0   | 54  | 19  | +35 | 21  | 1.     |
| 1935/36                         | Gauliga Ostpreußen – sk. Gumbinnen | 1      | 12  | 11  | 0   | 1   | 61  | 16  | +45 | 22  | 1.     |
| 1936/37                         | Gauliga Ostpreußen – sk. Gumbinnen | 1      | 12  | 10  | 2   | 0   | 56  | 10  | +46 | 22  | 1.     |
| 1937/38                         | Gauliga Ostpreußen – sk. Gumbinnen | 1      | 12  | 9   | 1   | 2   | 46  | 15  | +31 | 19  | 1.     |
| 1938/39                         | Gauliga Ostpreußen                 | 1      | 18  | 4   | 6   | 8   | 31  | 39  | -8  | 14  | 9.     |
| 1939/40                         | Bezirksliga Ostpreußen             | 2      | ... | ... | ... | ... | ... | ... | ... | ... |        |

Poznámky
- 1934/35: Yorck Boyen (vítěz sk. B) ve finále vyhrál nad königsberským Prussia-Samlandem (vítěz sk. A) celkovým poměrem 6:3 (1. zápas – 5:1, 2. zápas – 1:2).
- 1934/35: Klub v německém mistrovství skončil v základní skupině A, kde se umístil na čtvrtém (posledním) místě.
- 1936/37: Yorck Boyen (vítěz sk. Gumbinnen) ve finále prohrál s allensteinským Hindenburgem (vítěz sk. Allenstein) celkovým poměrem 0:7 (1. zápas – 0:0, 2. zápas – 0:7).
- 1937/38: Yorck Boyen (vítěz sk. Gumbinnen) ve finále vyhrál nad gdaňským BuEVem (vítěz sk. Danzig) celkovým poměrem 3:1 (1. zápas – 2:0, 2. zápas – 1:1).
- 1937/38: Klub v německém mistrovství skončil v základní skupině A, kde se umístil na čtvrtém (posledním) místě.